# 9254 Shunkai
9254 Shunkai (2151 T-1) là một tiểu hành tinh vành đai chính.